# 9800 Shigetoshi
9800 Shigetoshi este un asteroid din centura principală de asteroizi.

## Descriere
9800 Shigetoshi este un asteroid din centura principală de asteroizi. A fost descoperit pe 4 martie 1997 la Ōizumi de Takao Kobayashi. Asteroidul prezintă o orbită caracterizată de o semiaxă mare de 2,37 ua, o excentricitate de 0,20 și o înclinație de 3,1° în raport cu ecliptica.